# Огонёк (фильм, 1954)
«Огонёк» (яп. ともしび, томосиби; англ. Light) — японский чёрно-белый фильм-драма режиссёра Миёдзи Иэки, вышедший на экран в 1954 году. Показывая через историю школьного учителя в бедной сельской глубинке, режиссёр выражает своё беспокойство о консерватизме традиционных методов обучения и крайней нищете в сельской местности.

## Сюжет
Маленькая бедная деревушка. Учитель второго класса гимназии Мацукума по-дружески относится к своим ученикам, у которых нет даже денег на учебники. Учитель старается привить своим ученикам любовь к учению. Круглый сирота Сэнта, оставшаяся без матери Мацуё и остальные дети — Масару, Харуо, Ясуко — все они любят своего учителя. Но то, что учитель учит по-новому, не нравится сельским жителям. Однажды при открытии памятника старосте среди учеников раздаётся смех. Это служит поводом для перевода учителя в другое место. После ухода учителя жизнь школы становится скучной и тёмной, в ней словно погас огонёк. Но школьники хотят, чтобы радость снова пришла в школу. Они собираются на митинг. Выступления на нём учеников пробуждают в честных учителях желание оживить школьную работу. Так ученики раздули огонь из искр, оставленных учителем Мацукамой. В сердцах бедных школьников загорелись светлые надежды.

## В ролях
- Такэтоси Найто — учитель Мацукума
- Дзюндзи Масуда — учитель Мураяма
- Кумико Дзё — учительница Кикава
- Ёси Като — директор школы
- Масао Ода — завуч
- Нобуо Накамура — Кэйдзо Кавамура
- Токуэ Ханадзава — староста деревни
- Фусатаро Исидзима — господин Тогава, педагог
- Таниэ Китабаяси — Сима, бабушка Сэнты
- Кёко Кагава — старшая сестра Сэнты
- Ясуси Мидзумура — Куракити, брат Ясуко
- Хироси Оохаси — Масару
- Кота Хирата — Сэнта
- Риэко Мацуяма — Мацуё
- Хироси Икэда — Харуо
- Харуко Хирата — Ясуко

## Премьеры
- — национальная премьера фильма состоялась 22 июня 1954 года[1].

## Награды и номинации
Кинопремия «Кинэма Дзюмпо» (1955)
Номинация:
- за лучший фильм 1954 года, однако по результатам голосования кинолента заняла лишь 24 место.